# Tipula yasumatsuana
Tipula yasumatsuana är en tvåvingeart som beskrevs av Alexander 1954. Tipula yasumatsuana ingår i släktet Tipula och familjen storharkrankar. Inga underarter finns listade i Catalogue of Life.